# Альмирон, Хавьер
Хавье́р Алеха́ндро Альмиро́н (исп. Javier Alejandro Almirón; 9 февраля 1980, Ланус, Аргентина) — аргентинский футболист, защитник.

## Карьера
Как игрок сформировался в аргентинском клубе «Ланус» из одноимённого города. В испанскую Сегунду перебрался в сезоне 2005/06. В том же году он отыграл на правах аренды за «Тенерифе», выйдя на поле во всех 38 играх турнира на позиции центрального и правого защитника. Именно играя за «Тенерифе», Альмирон раскрылся как хороший игрок. После того, как окончательный переход в «Тенерифе» провалился в силу экономических проблем клуба, где Альмирон провёл сезон, он вернулся в «Ланус». Вскоре появилась возможность вернуться в испанскую лигу, и Хавьер решил перебраться в «Полидепортиво». В последующие годы игры Альмирону не слишком везло, присоединился он к команде в середине сезона из-за сложной травмы в правом колене, которая тревожила его в течение нескольких месяцев. Но это обстоятельство не помешало ему быть незаменимым в составе клуба тогда, когда он находился в хорошей физической форме. В следующем сезоне перебрался в «Алавес», а через год в «Жирону». 10 февраля 2011 года Альмирон подписал контракт с российским клубом «Луч-Энергия» на 2,5 года, став первым аргентинским футболистом в истории клуба. В декабре 2011 года ФИФА запретила Хавьеру играть.

## Личная жизнь
Женат. В марте 2010 года родилась дочь Каталина.